# Soteriscus porcellioniformis
Soteriscus porcellioniformis är en kräftdjursart som beskrevs av Albert Vandel1960. Soteriscus porcellioniformis ingår i släktet Soteriscus och familjen Porcellionidae. Inga underarter finns listade i Catalogue of Life.